# Añasco (Portoryko)
Añasco – miasto w Portoryko, w gminie Añasco.